# Melchie Dumornay
Melchie Daëlle Dumornay, nota anche con lo pseudonimo di Corventina (Mirebalais, 17 agosto 2003), è una calciatrice haitiana, centrocampista dell'Olympique Lione e della nazionale haitiana.

## Biografia
È conosciuta anche come "Corventina", soprannome datole in origine dal fratello maggiore.

## Caratteristiche tecniche
È una centrocampista centrale completa, che ha fra le sue doti migliori la rapidità e la potenza fisica, le qualità tecniche nel gestire la palla e gli inserimenti. Elegante ed estrosa, ha dimostrato bravura anche nella difesa del pallone, nell'impostazione e nel gioco nello stretto.
Considerata uno dei talenti globali più promettenti della sua generazione, nel 2022 ha ricevuto dalla rivista Goal il premio NXGN come miglior giovane calciatrice dell'anno.

## Carriera

### Club
Nata a Mirebalais, ad Haiti, Dumornay inizia a giocare nella squadra locale dell'AS Tigresses. Nel 2018, durante la sua partecipazione ai Mondiali Under-20 femminili in Francia, viene notata dallo staff dello Stade Reims, che inizia ad osservarla, nonché dall'Olympique Lione, che le offre ufficialmente un provino. Tuttavia, in entrambi i casi il trasferimento non viene reso possibile sia dallo status di minorenne della giocatrice, sia dalla crisi socio-politica nel suo Paese d'origine.
Dopo aver attratto l'interesse di diversi altri club in tutto il mondo, il 9 settembre 2021 Dumornay passa ufficialmente allo Stade Reims, squadra della Division 1 Féminine, con cui firma il suo primo contratto da professionista. Fa quindi il suo esordio con la formazione francese il 2 ottobre seguente, subentrando nell'intervallo dell'incontro di campionato contro l'Issy e fornendo a Kessia Bussy due assist decisivi per la vittoria finale della sua squadra (3-1). Una settimana più tardi, il 9 ottobre, parte da titolare nella partita contro il Bordeaux: nell'occasione, segna due reti e fornisce un assist, contribuendo a una vittoria per 5-2. Termina la stagione 2021-2022 con sette reti, mentre il Reims conclude al settimo posto in campionato.
Nella stagione successiva, Dumornay viene premiata come miglior giocatrice del campionato per il mese di dicembre 2022. Il 16 gennaio 2023, viene annunciato il suo ingaggio da parte dell'Olympique Lione, con cui firma un contratto valido fino al 30 giugno 2026: tuttavia, la giocatrice rimane al Reims fino al termine dell'annata.
Il 1º ottobre dello stesso anno, debutta ufficialmente con il Lione, subentrando a Kadidiatou Diani al 62º minuto della sfida di campionato in casa del Paris Saint-Germain, vinta per 1-0. Una settimana dopo, l'8 ottobre, segna il suo primo gol per il club, aprendo le marcature nella vittoria per 4-0 in campionato sul Bordeaux.

### Nazionale

#### Nazionali giovanili
Dumornay ha rappresentato Haiti a tutti i livelli giovanili.
Nel 2016, ha partecipato al campionato nordamericano Under-15. Nel 2018, a quindici anni non ancora compiuti, ha partecipato a tre tornei diversi: a gennaio, ha preso parte al campionato nordamericano Under-20, in cui Haiti ha concluso al terzo posto, diventando la prima squadra caraibica a qualificarsi per i Mondiali Under-20 femminili; fra l'aprile e il giugno seguenti, ha partecipato al campionato nordamericano Under-17, in cui ha contribuito al quarto posto finale e ha ricevuto il premio di miglior giocatrice; infine, ad agosto, è stata convocata (grazie a un permesso speciale) per i Mondiali Under-20 in Francia, in cui Haiti è stata eliminata al primo turno.
Nel 2020, ha partecipato ancora al campionato nordamericano Under-20: nell'occasione, nonostante l'eliminazione nelle semifinali, la centrocampista ha segnato quattordici reti, aggiudicandosi così il premio di miglior marcatrice del torneo.

#### Nazionale maggiore
Il 29 gennaio 2020, Dumornay ha esordito con la nazionale maggiore haitiana, disputando tutto l'incontro perso per 4-0 con gli Stati Uniti, valido per le qualificazioni ai Giochi Olimpici di Tokyo 2020.
Nel luglio del 2022, è stata inclusa nella rosa che ha preso parte al CONCACAF Women's Championship, torneo in cui ha ricevuto il premio di miglior giovane giocatrice e ha contribuito alla qualificazione di Haiti per gli spareggi inter-continentali in vista del Mondiale del 2023.
Il 21 febbraio 2023, nella finale del gruppo B dei sopracitati spareggi, Dumornay ha segnato la doppietta decisiva nella vittoria per 1-2 sul Cile, che ha permesso alla sua nazionale di qualificarsi ad un campionato mondiale femminile per la prima volta nella loro storia.
Nel luglio seguente, è stata ufficialmente inclusa nella lista delle convocate per il Mondiale in Australia e Nuova Zelanda, conclusosi però con l'eliminazione al primo turno di Haiti.

## Statistiche

### Presenze e reti nei club
Statistiche aggiornate al 22 ottobre 2024.
| Stagione               | Squadra                | Campionato             | Campionato | Campionato | Coppe nazionali | Coppe nazionali | Coppe nazionali | Coppe internazionali | Coppe internazionali | Coppe internazionali | Altre coppe | Altre coppe | Altre coppe | Totale | Totale |
| Stagione               | Squadra                | Comp                   | Pres       | Reti       | Comp            | Pres            | Reti            | Comp                 | Pres                 | Reti                 | Comp        | Pres        | Reti        | Pres   | Reti   |
| ---------------------- | ---------------------- | ---------------------- | ---------- | ---------- | --------------- | --------------- | --------------- | -------------------- | -------------------- | -------------------- | ----------- | ----------- | ----------- | ------ | ------ |
| 2021-2022              | Stade Reims            | D1F                    | 15         | 8          | CF              | 2               | 1               | -                    | -                    | -                    | -           | -           | -           | 17     | 9      |
| 2022-2023              | Stade Reims            | D1F                    | 18         | 11         | CF              | 3               | 3               | -                    | -                    | -                    | -           | -           | -           | 21     | 14     |
| Totale Stade Reims     | Totale Stade Reims     | Totale Stade Reims     | 33         | 19         | -               | 5               | 4               | -                    | -                    | -                    | -           | -           | -           | 38     | 23     |
| 2023-2024              | Olympique Lione        | D1                     | 11+2       | 5+1        | CF              | 1               | 0               | UWCL                 | 5                    | 2                    | SF          | 1           | 0           | 20     | 8      |
| 2024-2025              | Olympique Lione        | PL                     | 3          | 4          | CF              | -               | -               | UWCL                 | 2                    | 0                    | SF          | -           | -           | 5      | 4      |
| Totale Olympique Lione | Totale Olympique Lione | Totale Olympique Lione | 16         | 10         | -               | 1               | 0               | -                    | 7                    | 2                    | -           | 1           | 0           | 25     | 12     |
| Totale carriera        | Totale carriera        | Totale carriera        | 49         | 29         | -               | 6               | 4               | -                    | 7                    | 2                    | -           | 1           | 0           | 63     | 35     |

## Palmarès

### Club
- Campionato francese: 1

Olympique Lione: 2023-2024
- Supercoppa francese: 1

Olympique Lione: 2023

### Individuali
- Miglior giocatrice del Campionato nordamericano femminile under 17 di calcio: 1

2018
- Miglior marcatrice del Campionato nordamericano femminile under 20 di calcio: 1

2020
- Miglior giovane giocatrice del CONCACAF Women's Championship: 1

2022